# Liste antiker Ortsnamen und geographischer Bezeichnungen/Ho
| Lateinischer Name | Griechischer Name         | Beschreibung                                      | Heute                                                      | Quellen und Verweise | Lage |
| ----------------- | ------------------------- | ------------------------------------------------- | ---------------------------------------------------------- | -------------------- | ---- |
| Holmi             |                           |                                                   |                                                            | Smith;               |      |
| Holmones          |                           |                                                   |                                                            | Smith;               |      |
| Holophyxus        |                           |                                                   |                                                            | Smith;               |      |
| Homana            |                           |                                                   |                                                            | Smith;               |      |
| Homanades         |                           |                                                   |                                                            | Smith;               |      |
| Homeritae         |                           |                                                   |                                                            | Smith;               |      |
| Homole            | Ὁμόλη (Homolē) (Homolion) | Berg in Thessalien und Stadt an dessen Hang       | Omolion im Regionalbezirk Larisa                           | Smith;               |      |
| Honorias          |                           |                                                   |                                                            | Smith;               |      |
| Horca             |                           |                                                   |                                                            | Smith;               |      |
| Horeb             |                           | biblischer Berg, Ort der Begegnung JHWHs mit Mose |                                                            | Smith;               |      |
| Horesti           |                           |                                                   |                                                            | Smith;               |      |
| Horites           |                           |                                                   |                                                            | Smith;               |      |
| Horma             |                           |                                                   |                                                            | Smith;               |      |
| Hormanus          |                           |                                                   |                                                            | Smith;               |      |
| Horrea Coelia     |                           | Stadt in Byzacena in Africa                       | Hergla in Tunesien                                         | coelia-geo Smith;    |      |
| Horreum           |                           | Stadt in Epirus                                   | 4 km nördlich von Arta beim Dorf Ammotopos in Griechenland | Smith;               |      |
| Horreum Margi     |                           | Stadt in Pannonien                                | Ćuprija in Serbien                                         | Smith;               |      |
| Horta             |                           | Stadt in Etrurien                                 | Orte in Italien                                            | Smith;               |      |
| Hortona           |                           | siehe Ortona                                      |                                                            |                      |      |
| Hossii            |                           |                                                   |                                                            | Smith;               |      |
| Hostilia          |                           |                                                   |                                                            | Smith;               |      |
| Hosuerbas         |                           |                                                   |                                                            | Smith;               |      |